# Love I’m Given
Love I’m Given – czwarty singiel z czwartego albumu brytyjskiej piosenkarki i kompozytorki Ellie Goulding Brightest Blue, wydany przez wytwórnię Polydor Records bez zapowiedzi 19 sierpnia 2020. Utwór został napisany przez samą artystkę w udziale z Joem Kearnsem oraz Jimem Eliotem.

## Teledysk
W dniu premiery singla 19 sierpnia na oficjalnym kanale piosenkarki YouTube został opublikowany również teledysk do piosenki. Reżyserią wideoklipu zajęła się Rianne White, ta sama, która wyreżyserowała wcześniejszy singiel Goulding z 2019 roku Flux.

## Lista utworów
- Digital download (19 sierpnia 2020)[3]

1. Love I'm Given – 3:29

## Pozycje na listach
| Lista Przebojów    | Pozycja |
| ------------------ | ------- |
| Nowa Zelandia RMNZ | 31      |

## Historia wydania
| Państwo | Data             | Wytwórnia       | Format           |
| ------- | ---------------- | --------------- | ---------------- |
| Świat   | 19 sierpnia 2020 | Polydor Records | digital download |